# WebCrawler
是一款元搜索引擎，整合了 Google、Yahoo!、Bing Search（以前的MSN Search和Live Search）、Ask.com、 About.com、MIVA、LookSmart以及其它流行搜索引擎中靠前的搜索结果。WebCrawler同时也为用户提供搜索图片、音频、视频、新闻、黄页和白页的选项。WebCrawler已成为InfoSpace的注册商标。
WebCrawler是第一家提供全文搜索的搜索引擎。这个搜索引擎于1994年4月20日由布莱恩·平克顿在华盛顿大学创建，并先后于1995年6月1日和1997年4月1日转售给American Online和Excite。2001年，在Excite（当时仍被称为Excite@Home）破产之后，InfoSpace接手了WebCrawler。除了WebCrawler之外，InfoSpace同时还拥有并运营着Dogpile、MetaCrawler和Excite等元搜索引擎。
WebCrawler最初是一个建立在自己的数据库之上的独立的搜索引擎，也在页面独立的区域刊登广告。后来经过重组，它才成为元搜索引擎，提供绝大部分流行的搜索引擎中的搜索结果。
WebCrawler在2008年初改变了它的徽标，将原来的蜘蛛吉祥物移除。
2010年7月，WebCrawler在排名网站Alexa中名列美国第753位、全世界第2994位。Quantcast估计美国每月有170万的访问量，而Compete的估计数字则是7,015,395.